# Mystus abbreviatus
Mystus abbreviatus är en fiskart som först beskrevs av Valenciennes, 1840.  Mystus abbreviatus ingår i släktet Mystus och familjen Bagridae. Inga underarter finns listade i Catalogue of Life.